# 2-га танкова дивізія (Третій Рейх)
2-га танкова дивізія (Третій Рейх) (нім. 2. Panzer-Division) — танкова дивізія Вермахту в роки Другої світової війни.

## Історія
2-га танкова дивізія була сформована 15 жовтня 1935 у Вюрцбурзі у XIII-му військовому окрузі (нім. Wehrkreis XIII).

## Райони бойових дій та дислокації дивізії
- Німеччина (жовтень 1935 — вересень 1939);
- Польща (вересень — грудень 1939);
- Німеччина (січень — травень 1940);
- Люксембург, Франція (травень — липень 1940);
- Німеччина (липень 1940 — лютий 1941);
- Румунія (березень 1941);
- Греція (квітень — травень 1941);
- Німеччина (червень 1941);
- Генеральна губернія (липень — серпень 1941);
- Франція (вересень 1941);
- Східний фронт (центральний напрямок) (червень 1941 — вересень 1943);
- Східний фронт (південний напрямок) (вересень 1943 — грудень 1943);
- Франція (січень — грудень 1944);
- Арденни, Німеччина (грудень 1944 — травень 1945).

## Командування

### Командири
- генерал-лейтенант Гайнц Вільгельм Гудеріан (нім. Heinz Guderian) (15 жовтня 1935 — 31 січня 1938);
- генерал-лейтенант Рудольф Фаєль (нім. Rudolf Veiel) (1 лютого 1938 — 17 лютого 1942);
- генерал-лейтенант барон Ганс-Карл фон Есебек (нім. Hans-Karl Freiherr von Esebeck) (17 лютого — 31 травня 1942);
- генерал-майор Арно фон Ленскі (нім. Arno von Lenski) (1 — 30 червня 1942, ТВО);
- генерал-лейтенант барон Ганс-Карл фон Есебек (1 липня — 10 серпня 1942);
- оберст Фолльрат Люббе (нім. Vollrath Lübbe) (10 — 28 серпня 1942, ТВО);
- оберст Карл Фабіунке (нім. Karl Fabiunke) (10 — 28 серпня 1942, ТВО);
- генерал-лейтенант Фердинанд Шаль (нім. Ferdinand Schaal) (29 серпня — 4 вересня 1942);
- генерал-майор, з 20 жовтня 1942 генерал-лейтенант Фолльрат Люббе (нім. Vollrath Lübbe) (5 вересня — 1 лютого 1944);
- генерал-лейтенант барон Генріх фон Лютвіц (нім. Heinrich Freiherr von Lüttwitz) (1 лютого — 5 травня 1944);
- генерал-лейтенант Франц Вестгофен (нім. Franz Westhoven) (5 — 26 травня 1944, ТВО);
- генерал-лейтенант барон Генріх фон Лютвіц (нім. Heinrich Freiherr von Lüttwitz) (27 травня — 31 серпня 1944);
- оберст граф Ебергард фон Ностіц (нім. Eberhard Graf von Nostitz) (1 — 20 вересня 1944, ТВО);
- генерал-майор Геннінг Шенфельд (нім. Henning Schönfeld) (21 вересня — 14 грудня 1944);
- генерал-майор Майнрад фон Лаухерт (нім. Meinrad von Lauchert) (15 грудня 1944 — 19 березня 1945);
- генерал-майор Оскар Мунцель (нім. Oskar Munzel) (19 березня — 3 квітня 1945);
- майор Вальдемар фон Гацен (3-4 квітня 1945)
- оберст Карл Штолльброк (нім. Carl Stollbrock) (4 квітня — 8 травня 1945, ТВО).

## Нагороджені дивізії
Нагороджені дивізії
|  | Кавалери Золотого Німецького Хреста                                                                      | 92                                                                  |
|  | Кавалери Лицарського хреста Залізного хреста з Дубовим листям                                            | 1 (№ 571 генерал-лейтенант Генріх фрейхерр фон Лютвіц — 03.09.1944) |
|  | Кавалери Лицарського хреста Залізного хреста                                                             | 33, у тому числі 2 непідтверджені                                   |
|  | Кавалери Лицарського хреста Залізного хреста, удостоєних Хреста Воєнних Заслуг з мечами                  | 1                                                                   |
|  | Кавалери Почесної Відзнаки Сухопутних військ «Почесна пряжка на орденську стрічку для Сухопутних військ» | 32                                                                  |

- Нагороджені Сертифікатом Пошани Головнокомандувача Сухопутних військ (8)

## Бойовий склад 2-ї танкової дивізії
- штаб дивізії
- 2-га танкова бригада (2.Panzer-Brigade):
  - 3-й танковий полк (Panzer-regiment 3)
  - 4-й танковий полк (Panzer-regiment 4)
- 2-га мотопіхотна бригада (2.Schutzen-Brigade):
  - 2-й мотопіхотний полк (Schutzen-regiment 1);
  - 2-й мотоциклетний батальйон (Kradschutzen-Bataillon 2);
- 5-й моторизований артилерійський полк (Artillerie-regiment 5);
- 38-й полк самохідної артилерії;
- 38-й інженерно-саперний батальйон (Pionier-bataillon 38);
- 5-й моторизований розвідувальний батальйон (Aufklarungs-abteilung 5);
- 38-й танковий батальйон зв'язку (Nachrichten-abteilung 37)
- 82-й інтендантський загін
- 82-й польовий запасний батальйон

- штаб дивізії
  - 82-й моторизований картографічний відділ
  - 82-й мотоциклетний взвод фельдпошти
- 2-га танкова бригада:
  - 3-й танковий полк;
  - 4-й танковий полк;
- 2-га мотопіхотна бригада:
  - 2-й мотопіхотний полк;
  - легка мотопіхотна колона;
- 2-й мотоциклетний батальйон;
- 5-й моторизований розвідувальний батальйон;
- 74-й артилерійський полк (Artillerie-Regiment 74);
- 1-й дивізіон 110-го артилерійського полку (Artillerie-Abteilung I/Artillerie-Regiment 110);
- 38-й протитанковий батальйон (Panzerjäger-Abteilung 38);
- 38-й інженерний батальйон;
- 38-й танковий батальйон зв'язку;
- 82-й інтендантський загін;
- 82-й польовий запасний батальйон.

- штаб дивізії
  - 82-й моторизований картографічний відділ
  - 82-й мотоциклетний взвод фельдпошти
- 2-га танкова бригада:
  - 3-й танковий полк;
  - 4-й танковий полк (до 9.1940);
- 2-га мотопіхотна бригада:
  - 2-й мотопіхотний полк;
  - 2-й мотоциклетний батальйон;
  - 703-тя важка артилерійська батарея (Schwere Infanterie-Geschutz-Kompanie 703 (Hauptmann Krambeck von IR90));
- 5-й моторизований розвідувальний батальйон;
- 74-й артилерійський полк;
- 38-й винищувально-протитанковий батальйон;
- 38-й інженерний батальйон;
- 38-й танковий батальйон зв'язку;
- 82-й інтендантський загін;
- 82-й польовий запасний батальйон.

- 3-й танковий полк;
- 2-й танково-гренадерський полк [Panzer-grenadier-regiment 2]
- 304-й танково-гренадерський полк [Panzergrenadier-Regiment 304]
- 74-й артилерійський полк;
  - 1-й танко-артилерійський дивізіон [Panzer-Artillerie-Abteilung I]
  - 2-й танко-артилерійський дивізіон [Panzer-Artillerie-Abteilung II]
  - 3-й танко-артилерійський дивізіон [Panzer-Artillerie-Abteilung III]
- 2-й танковий розвідувальний батальйон [Panzer-aufklarungs-abteilung 2]
- 273-й зенітний дивізіон [Heeres-Flak-Abteilung 273]
- 38-й винищувально-протитанковий дивізіон [Panzerjäger-Abteilung 38]
- 38-й саперний батальйон [Panzer-Pionier-Bataillon 38]
- 38-й батальйон зв'язку [Panzer-Nachrichten-Abteilung 38]
- 82-ге польове управління [Verwaltungstruppen 82]
- 82-й інтендантський загін [Nachschubdienste 82]
- 82-га польова пошта [Feldpostamt 82]
- 82-й взвод військової поліції [Feldgendarmerie-trupp 82]
- 82-й санітарний загін [Sanitatsdienste 82]